# Qui a tué la voiture électrique ?
Pour plus de détails, voir Fiche technique et Distribution.
Qui a tué la voiture électrique ? (Who Killed the Electric Car?) est un film américain réalisé par Chris Paine, sorti en 2006.

## Synopsis
Ce documentaire enquête sur la disparition des voitures électriques aux États-Unis après la commercialisation de la General Motors EV1 au milieu des années 1990.

## Fiche technique
- Titre : Qui a tué la voiture électrique ?
- Titre original : Who Killed the Electric Car?
- Réalisation : Chris Paine
- Scénario : Chris Paine
- Musique : Michael Brook
- Photographie : Thaddeus Wadleigh
- Montage : Michael Kovalenko et Chris A. Peterson
- Production : Jessie Deeter
- Société de production : Plinyminor, Electric Entertainment et Papercut Films
- Société de distribution : Sony Pictures Classics (États-Unis)
- Pays :  États-Unis
- Genre : Documentaire
- Durée : 92 minutes
- Dates de sortie : 
  -  États-Unis : 28 juin 2006

## Distribution
- Martin Sheen : le narrateur

## Accueil
Le film a reçu un accueil favorable de la critique. Il obtient un score moyen de 70 % sur Metacritic.